# 奇拉格·谢提
奇拉格·谢提（英語：Chirag Shetty，1997年7月4日—），印度男子羽毛球運動員。2018年，他在2018年英聯邦運動會羽毛球比赛拿得團體赛冠軍，助印度队首次夺得冠军的主力成员之一；同时与萨维克赛拉吉·兰基雷迪夺得了英联邦男子雙打金牌。

## 簡歷
2016年6月，奇拉格·谢提出戰毛里裘斯羽毛球國際賽，與萨维克赛拉吉·兰基雷迪合作贏得男子雙打比賽冠軍。二人又在年底舉行的印度國際系列賽、印度國際挑戰賽和孟加拉羽毛球國際挑戰賽贏得三項冠軍。

## 主要比賽成績
只列出曾進入準決賽的國際賽事成績：
| 年份   | 賽事                     | 公開賽級別 | 項目     | 拍檔                  | 成績   |
| ------ | ------------------------ | ---------- | -------- | --------------------- | ------ |
| 2016年 | 亞洲羽毛球團體錦標賽     | 其他       | 男子團體 | －                    | 季軍   |
| 2016年 | 毛里裘斯羽毛球國際賽     | 國際系列賽 | 男子雙打 | 萨维克赛拉吉·兰基雷迪 | 冠軍   |
| 2016年 | 印度羽毛球國際系列賽     | 國際系列賽 | 男子雙打 | 萨维克赛拉吉·兰基雷迪 | 冠軍   |
| 2016年 | 印度羽毛球國際挑戰賽     | 國際挑戰賽 | 男子雙打 | 萨维克赛拉吉·兰基雷迪 | 冠軍   |
| 2016年 | 孟加拉羽毛球國際挑戰賽   | 國際挑戰賽 | 男子雙打 | 萨维克赛拉吉·兰基雷迪 | 冠軍   |
| 2017年 | 越南羽毛球國際挑戰賽     | 國際挑戰賽 | 男子雙打 | 萨维克赛拉吉·兰基雷迪 | 冠軍   |
| 2018年 | 印尼羽毛球大師賽         | 超級500賽  | 男子雙打 | 萨维克赛拉吉·兰基雷迪 | 準決賽 |
| 2018年 | 英聯邦運動會羽毛球比賽   | 其他       | 男子雙打 | 萨维克赛拉吉·兰基雷迪 | 銀牌   |
| 2018年 | 英聯邦運動會羽毛球比賽   | 其他       | 混合團體 | －                    | 金牌   |
| 2018年 | 海得拉巴羽毛球公開賽     | 超級100賽  | 男子雙打 | 薩維克賽拉吉·蘭基雷迪 | 冠軍   |
| 2018年 | 法國羽毛球公開賽         | 超級750賽  | 男子雙打 | 薩維克賽拉吉·蘭基雷迪 | 準決賽 |
| 2018年 | 西德·莫迪羽毛球國際賽    | 超級300賽  | 男子雙打 | 薩維克賽拉吉·蘭基雷迪 | 亞軍   |
| 2019年 | 巴西羽毛球國際挑戰賽     | 國際挑戰賽 | 男子雙打 | 萨维克赛拉吉·兰基雷迪 | 冠軍   |
| 2019年 | 丹麥羽毛球國際賽         | 國際挑戰賽 | 男子雙打 | 萨维克赛拉吉·兰基雷迪 | 準決賽 |
| 2019年 | 泰國羽毛球公開賽         | 超級500賽  | 男子雙打 | 萨维克赛拉吉·兰基雷迪 | 冠軍   |
| 2019年 | 法國羽毛球公開賽         | 超級750賽  | 男子雙打 | 萨维克赛拉吉·兰基雷迪 | 亞軍   |
| 2019年 | 中國福州羽毛球公開賽     | 超級750賽  | 男子雙打 | 萨维克赛拉吉·兰基雷迪 | 準決賽 |
| 2020年 | 亞洲羽毛球團體錦標賽     | 其他       | 男子團體 | －                    | 季軍   |
| 2020年 | TOYOTA泰國羽毛球公開賽   | 超級1000賽 | 男子雙打 | 萨维克赛拉吉·兰基雷迪 | 準決賽 |
| 2021年 | 瑞士羽毛球公開賽         | 超級300賽  | 男子雙打 | 萨维克赛拉吉·兰基雷迪 | 準決賽 |
| 2021年 | 印尼羽毛球公開賽         | 超級1000賽 | 男子雙打 | 萨维克赛拉吉·兰基雷迪 | 準決賽 |
| 2022年 | 印度羽毛球公開賽         | 超級500賽  | 男子雙打 | 萨维克赛拉吉·兰基雷迪 | 冠軍   |
| 2022年 | 湯姆斯盃                 | 其他       | 男子團體 | －                    | 冠軍   |
| 2022年 | 英聯邦運動會羽毛球比賽   | 其他       | 混合團體 | －                    | 銀牌   |
| 2022年 | 英聯邦運動會羽毛球比賽   | 其他       | 男子雙打 | 萨维克赛拉吉·兰基雷迪 | 金牌   |
| 2022年 | 世界羽毛球錦標賽         | 其他       | 男子雙打 | 萨维克赛拉吉·兰基雷迪 | 季軍   |
| 2022年 | 法國羽毛球公開賽         | 超級750賽  | 男子雙打 | 薩維克賽拉吉·蘭基雷迪 | 冠軍   |
| 2023年 | 馬來西亞羽毛球公開賽     | 超級1000賽 | 男子雙打 | 薩維克賽拉吉·蘭基雷迪 | 準決賽 |
| 2023年 | 亞洲羽毛球混合團体錦標賽 | 其他       | 混合團体 | －                    | 季軍   |
| 2023年 | 瑞士羽毛球公開賽         | 超級300賽  | 男子雙打 | 薩維克賽拉吉·蘭基雷迪 | 冠軍   |
| 2023年 | 亞洲羽毛球錦標賽         | 其他       | 男子雙打 | 薩維克賽拉吉·蘭基雷迪 | 冠軍   |
| 2023年 | 印尼羽毛球公開賽         | 超級1000賽 | 男子雙打 | 薩維克賽拉吉·蘭基雷迪 | 冠軍   |
| 2023年 | 韓國羽毛球公開賽         | 超級500賽  | 男子雙打 | 薩維克賽拉吉·蘭基雷迪 | 冠軍   |
| 2023年 | 亞洲運動會羽毛球比賽     | 其他       | 男子團體 | －                    | 銀牌   |
| 2023年 | 亞洲運動會羽毛球比賽     | 其他       | 男子雙打 | 薩維克賽拉吉·蘭基雷迪 | 金牌   |
| 2023年 | 中國羽毛球大師賽         | 超級750賽  | 男子雙打 | 薩維克賽拉吉·蘭基雷迪 | 亞軍   |
| 2024年 | 馬來西亞羽毛球公開賽     | 超級1000賽 | 男子雙打 | 薩維克賽拉吉·蘭基雷迪 | 亞軍   |
| 2024年 | 印度羽毛球公開賽         | 超級750賽  | 男子雙打 | 薩維克賽拉吉·蘭基雷迪 | 亞軍   |
| 2024年 | 法國羽毛球公開賽         | 超級750賽  | 男子雙打 | 薩維克賽拉吉·蘭基雷迪 | 冠軍   |
| 2024年 | 泰國羽毛球公開賽         | 超級500賽  | 男子雙打 | 薩維克賽拉吉·蘭基雷迪 | 冠軍   |
| 2024年 | 中國羽毛球大師賽         | 超級750賽  | 男子雙打 | 薩維克賽拉吉·蘭基雷迪 | 準決賽 |
| 2025年 | 馬來西亞羽毛球公開賽     | 超級1000賽 | 男子雙打 | 薩維克賽拉吉·蘭基雷迪 | 準決賽 |
| 2025年 | 印度羽毛球公開賽         | 超級750賽  | 男子雙打 | 薩維克賽拉吉·蘭基雷迪 | 準決賽 |
| 2025年 | 新加坡羽毛球公開賽       | 超級750賽  | 男子雙打 | 薩維克賽拉吉·蘭基雷迪 | 準決賽 |
| 2025年 | 中國羽毛球公開賽         | 超級1000賽 | 男子雙打 | 薩維克賽拉吉·蘭基雷迪 | 準決賽 |

| 2007-2017年 | 首要超級賽 | 超級賽 | 黃金大獎賽 | 大獎賽 | 國際挑戰賽 | 國際系列賽 | 未來系列賽 | 其他 |

| 2018-2026年 | 總決賽 | 超級1000賽 | 超級750賽 | 超級500賽 | 超級300賽 | 超級100賽 | 國際挑戰賽 | 國際系列賽 | 未來系列賽 | 其他 |

### 世界冠軍頭銜
奇拉格·谢提在羽毛球生涯中共奪得1項羽毛球世界冠軍頭銜。
| 賽事     | 奪冠次數 | 年份               |
| -------- | -------- | ------------------ |
| 湯姆斯盃 | 1        | 2022年（男子團體） |
| 總計     | 1        |                    |

### 奧運會和世錦賽參賽紀錄
|          | 搭檔                  | 2017 | 2018 | 2019  | 2020       | 2021 | 2022 | 2023 | 2024 |
| -------- | --------------------- | ---- | ---- | ----- | ---------- | ---- | ---- | ---- | ---- |
| 男子雙打 | 萨维克赛拉吉·兰基雷迪 | 64強 | 32強 | 32強1 | 小組第三名 | 16強 | 季軍 | 8強  | 8強  |

1賽前退賽